# Diatrema

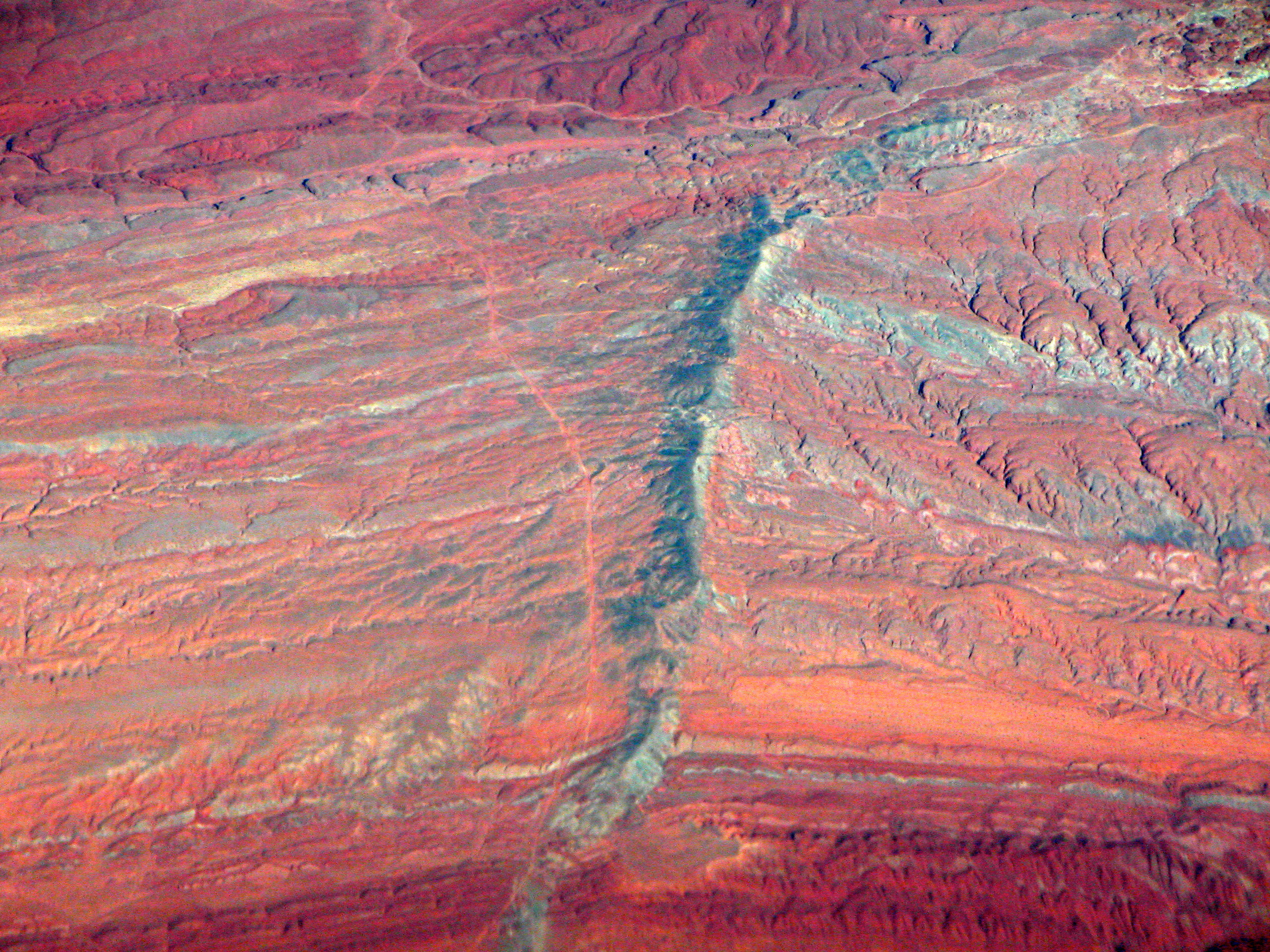
Vista aérea de Moses Rock Dike, um dique formado por um diatrema em Cane Valley, Utah.

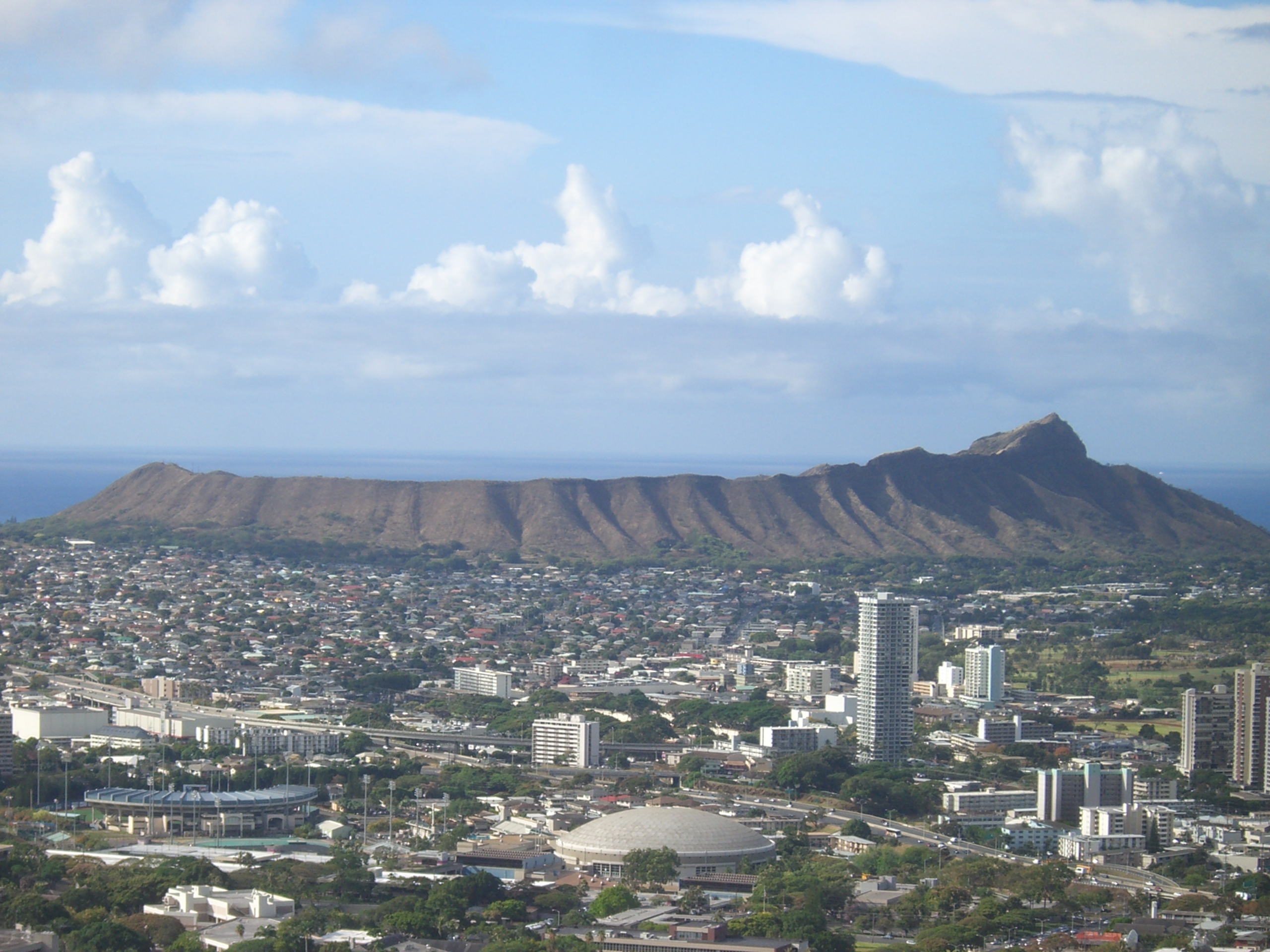
Diamond Head, um cone de cinzas formado há cerca de 200 000 anos em torno de um diatrema.

Diatrema (do grego diatrêma, "perfuração"; dia = "através") é uma chaminé vulcânica, em geral preenchida por brechas vulcânicas, formada por vulcanismo explosivo ou por ejecção de materiais a alta velocidade, que liga a região de origem do magma expelido à superfície.

## Galeria

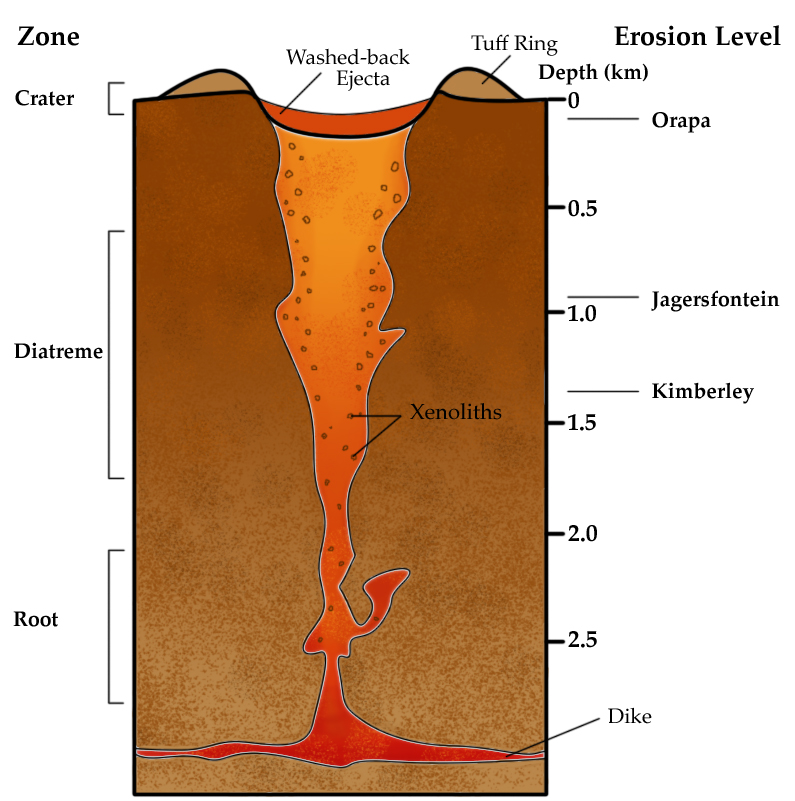
Vista em corte de uma diatrema.
Os dois maars de Ukinrek, produzidos por uma erupção nas ilhas Aleutas em 1977.Os dois maars de Ukinrek, produzidos por uma erupção nas ilhas Aleutas em 1977.
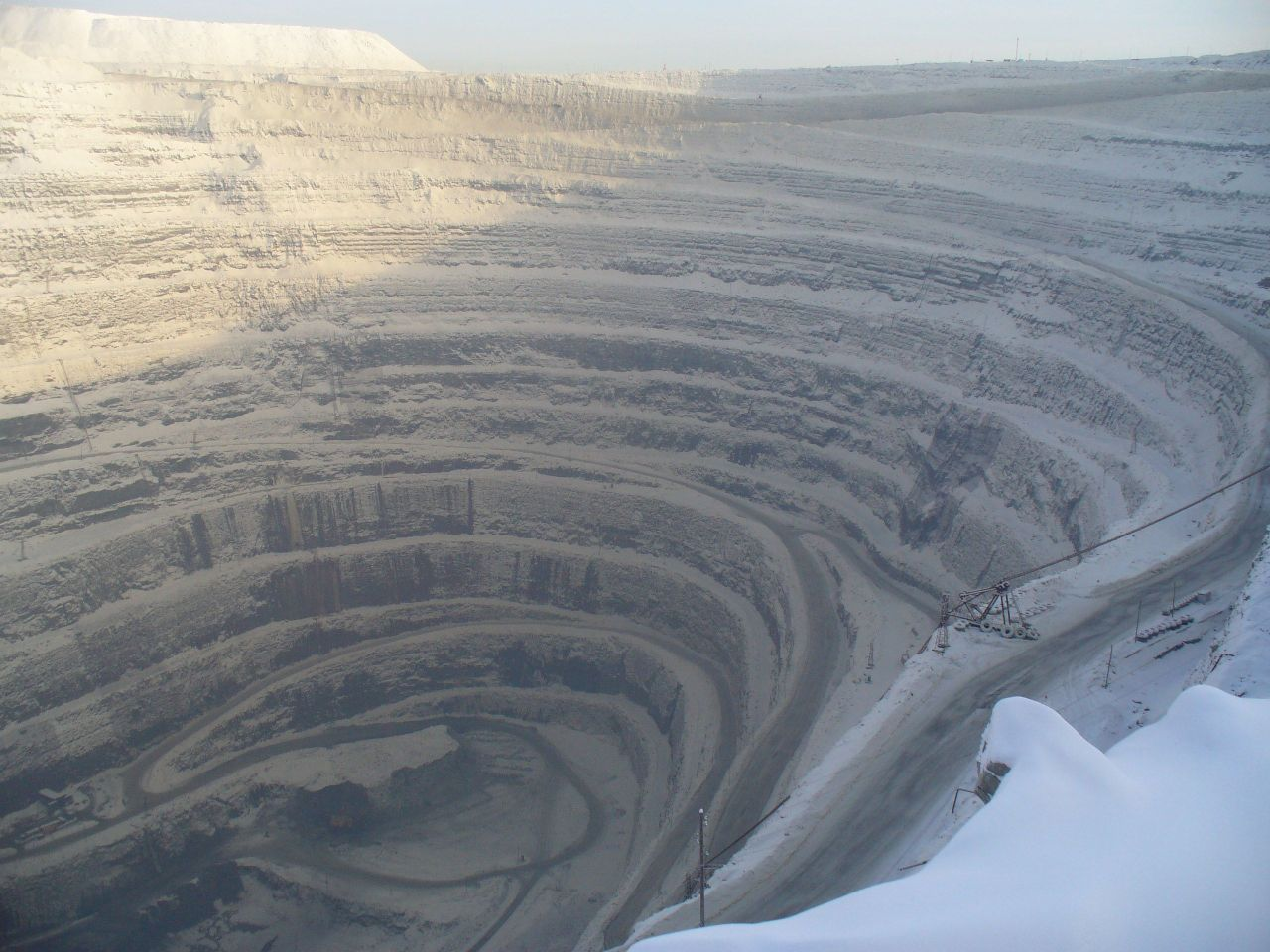
As diatremas são os jazigos típicos de diamantes. A sua exploração produzi poços a céu aberto característicos (ici Udachnaya, Rússia).